# Epitedia wenmanni
Epitedia wenmanni är en loppart som först beskrevs av Rothschild 1904.  Epitedia wenmanni ingår i släktet Epitedia och familjen mullvadsloppor.

## Underarter
Arten delas in i följande underarter:
- E. w. wenmanni
- E. w. testor